# Hermotimus
Hermotimus (Simon, 1903) è un genere di ragni appartenente alla famiglia Salticidae.

## Distribuzione
L'unica specie oggi nota di questo genere è stata rinvenuta in Africa occidentale.

## Tassonomia
A dicembre 2010, si compone di una specie:
- Hermotimus coriaceus Simon, 1903[2] — Africa occidentale